# Jiří Drašnar
Jiří Drašnar (31. března 1948 Náchod – 17. března 2013 Los Angeles, USA) byl český spisovatel.

## Život
Na základní a střední školu chodil v Náchodě. Maturoval v roce 1966. Jeden rok studoval na Vysoké škole ekonomické v Praze, po ukončení studia se živil pomocnými pracemi. V srpnu 1969 byl zatčen kvůli vyhýbání se pracovní povinnosti a dostal podmíněný trest. V roce 1970 nastoupil na FAMU (obor filmová a televizní režie), ale po třech letech byl vyloučen a pak pracoval jako domovník, asistent režie, umývač oken a noční hlídač. V roce 1979 emigroval do Rakouska, po roce odjel do USA.

## Dílo
- Desperádos informačního věku, 1992
- O revolucích, tajných společnostech a genetickém kódu, 1996
- Noc na pláži – Etudy, improvizace a ostatní cvičení, 2001
- Venuše spící v krajině, 2004

### Odborné práce
- Hazardní hry. Úvod do spekulace s cennými papíry, 1995 – pod jménem George Drasnar